# Непомилуєв Володимир Володимирович
Володимир Володимирович Непомилуєв (рос. Владимир Владимирович Непомилуев; нар. 25 лютого 1941, Москва, СРСР) — радянський футболіст, захисник. Майстер спорту СРСР.

## Життєпис
Вихованець московського «Торпедо». У 1959 році виступав за клубну команду московського «Торпедо» в змаганнях КФК. Кар'єру в командах майстрів розпочав у костромському «Спартаку» в 1960 році — 2 зона класу «Б». У 1962 році перейшов у ленінградський «Зеніт», за який провів 6 сезонів. Відрахований з команди після 1967 року, коли «Зеніт» посів останнє місце.
1968-1969 роки провів у московському «Торпедо», у складі якого в 1968 році став бронзовим призером чемпіонату СРСР і володарем Кубка СРСР. Потім грав за миколаївський «Суднобудівник» (1970), кар'єру закінчив у «Спартаку» з Костроми (1971-1972). У складі ленінградського і московського клубів провів 162 матчі у вищій лізі.

## Досягнення
- Чемпіонат СРСР
  -  Чемпіон (1): 1968

- Кубок СРСР
  -  Володар (1): 1968 (у фіналі не грав)